# السياحة في الكويت
دولة الكويت أو إمارة الكويت هي دولة خليجية عربية إسلامية تقع في الشرق الأوسط من جنوب غرب القارة الآسيوية، وتحديداً في الركن الشمالي الغربي للخليج العربي الذي يحدها من الشرق، حيث يحدها من الشمال والغرب جمهورية العراق ومن الجنوب المملكة العربية السعودية، وتبلغ مساحتها الإجمالية 17,818 كيلومتر مربع، ويبلغ عدد السكان طبقاً لإحصاء عام 2014 ما يقارب الأربعة ملايين نسمة. وترجع تسمية الكويت إلى تصغير لفظ «كوت» التي تعني الحصن أو القلعة، وقد شيد بالقرب من الساحل في القرن السابع عشر ميلادي.
يعد مناخ منطقة الخليج العربي مناخا صحراويا وذلك لتميزه بقلة سقوط الأمطار وعدم انتظامها، ومع ارتفاع درجة الحرارة في الصيف وانخفاضها في الشتاء. ونتيجة لموقع منطقة الخليج بالقرب من المياه فإن أجواؤها مشبعة بالرطوبة طوال فترات السنة ما عدا شهري مايو ويونيو وذلك لقوة الرياح الشمالية الغربية. تقع دولة الكويت بين خطي عرض 28.45° و30.05° شمال خط الاستواء وبين خطي طول 46.30° و48.30° شرق خط جرينتش، ونظرا لوقوع الكويت في الإقليم الجغرافي الصحراوي، فإن مناخها يمتاز بوجود فصلين رئيسيين (الصيف والشتاء)، وفصلين ثانويين لا يكادان يلاحظا (الربيع والخريف). يعتبر مناخ الكويت من النوع الصحراوي والذي يتميز بصيف طويل حار جاف، وشتاء قارس قصير ممطر أحيانا. في المقابل فصل فصل الربيع يتميز بأنه قصير معتدل، بينما فصل الخريف ترتفع فيه نسبة الغبار وتقل فيه درجة الحرارة نسبيًا عن الصيف.

## معالم أثرية

إحدى بوابات سور الكويت من الداخل

- كشك الشيخ مبارك: هو مبنى من طابقين يقع بالقرب من سوق التمر القريب من ساحة الصراريف في سوق المباركية. وكان مقرا لجلسات الشيخ مبارك الصباح التي يتابع من خلالها شئون رعيتة منذ تقلده الحكم 1896م ولغاية 1915م.[3][4] قام المجلس الوطني للثقافة والفنون والآداب بإعادة استملاك الكشك الغربي في منتصف عام 2010 وبدء في أعمال تجديد الكشك في يوليو 2010 لتشمل أعمال الترميم على ثلاثة أقسام للكشك المكون من طابقين. ضم الطابق الأرضي على تجديد أقدم صيدليات الكويت وهي صيدلية عبد الإله القناعي والتي تقع في أحد جنبات الكشك وافتتحها في عام 1920.[5] ويشمل القسم الثاني على أعمال ترميم مجلس الشيخ مبارك الذي كان يستخدمه في جلساته العامة للاستماع إلى آراء ووجهات نظر ومشكلات المواطنين، وخصص القسم الثالث لإقامة متحف صغير لأهم معلومات هذا الكشك وتطور استخداماته.[6] وفي 23 مارس 2011 تم افتتاح الكشك بحضور أمير الكويت صباح الأحمد الصباح [5][7]

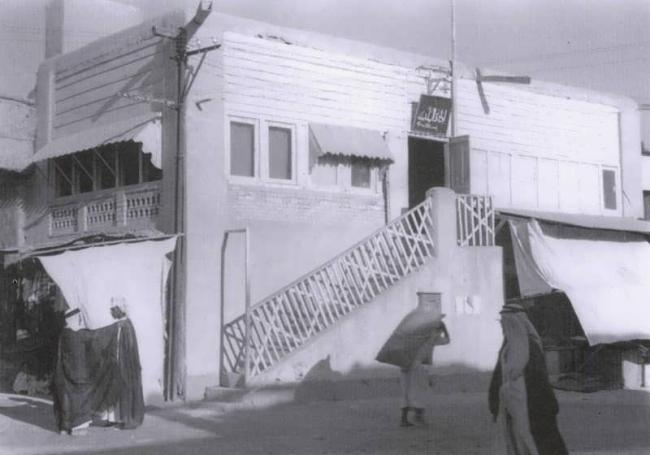
صورة لكشك الشيخ مبارك عام 1939 عندما كان مقر لإدارة البلدية.

- بيت القرين: هو منزل في منطقة القرين كان أحد مراكز المقاومة الكويتية إبان الغزو العراقي للكويت ووقعت فيه معركة في 24 فبراير 1991،[8] قتل على أثرها 12 من أفراد المقاومة.[9] وقام المجلس الوطني للثقافة والفنون والآداب بتحويل المنزل إلى متحف لتخليد ذكرى الشهداء،[10] بعدما أمر الشيخ جابر الأحمد الجابر الصباح بتحويل البيت الذي دارت به المعركة إلى متحف تاريخي.[11] حيث تعد معركة بيت القرين ملحمة وطنية تبرز دور المقاومة الكويتية أثناء الغزو العراقي للكويت، حيث وحدت جميع أطياف المجتمع الكويتي بصورة وطنية. فقام المجلس الوطني للثقافة والفنون والآداب بتحويل المنزل إلى متحف لتخليد ذكرى الشهداء وهذه الملحمة.[12][13]
- بوابات سور الكويت القديم: وهي بوابات خمس تركت على حالها كنصب تذكاري لماضي الكويت،[14] بعد هدم تلك الأسوار.[15]

## قصور أثرية
- قصر السِّيف: هو قصر الحكم في الكويت،[16] ويقع تحديداً في مدينة الكويت قبالة المسجد الكبير.[17] بني القصر عام 1904 في عهد الشيخ مبارك الكبير بعد أن كان يستقبل ضيوفه في بداية حكمه للكويت في قصره القديم المطل على ساحل البحر.[18][19] وتم تطويره في عهد الشيخ عبد الله السالم الصباح في عام 1961، وقد أخذ بناء قصر السيف الطابع المعماري الإسلامي نظرا لاستخدام الأقواس والزخارف الإسلامية،[20] إضافة إلى لمسات من التراث الكويتي القديم.[21] شهد القصر العديد من الأحداث التاريخية، مثل إلغاء اتفاقية الحماية البريطانية، واعلان استقلال الكويت في 19 يونيو 1961، والتصديق على دستور دولة الكويت في 11 نوفمبر 1962.[22] كما شهد قصر السيف رفع أول علم من العلم الكويتي الجديد في 24 نوفمبر 1961 حيث قام الشيخ سعد العبد الله السالم الصباح بإنزال العلم القديم من البنيدرة ورفع العلم الجديد.[23] ويعتبر القصر الآن مقر الحكم،[24] حيث يعتبر القصر المقر الرسمي لأمير الكويت وولي العهد ومجلس الوزراء.

قصر الشيخ خزعل

- قصر مشرف: هو قصر كويتي يقع في منطقة مشرف في دولة الكويت.[25] بناه الشيخ مبارك الصباح في عام 1900 للتنزه فيه،[26] وقد تم ترميمه في بداية الأربعينات من القرن العشرين بالطين. وسمي القصر باسم مشرف لأنه يقع على ربوة تشرف على المنطقة التي حولها[27]
- قصر خزعل هو قصر في مدينة الكويت بناه في عام 1916 الشيخ خزعل الكعبي أمير المحمرة بعد أن أهداه الشيخ مبارك الصباح قطعة أرفض فضاء في منطقة دسمان.[28] واستملك القصر في الثلاثينيات من القرن الماضي أحمد محمد الغانم، كما قام الشيخ عبد الله الجابر الصباح بشراء ديوان الشيخ خزعل.[29] أقيم في القصر أول متحف في تاريخ الكويت عام 1957، وفي عام 2008 قام المجلس الوطني للثقافة والفنون والآداب باستملاك القصر بغرض تجديده.[28] تميز القصر بالطراز الفارسي مما جعله مميزاً مقارنة بالبناء الكويتي البسيط. كان القصر ذو طابقين، وبني في كل ركن من أركانه الأربعة برج دائري.[30]

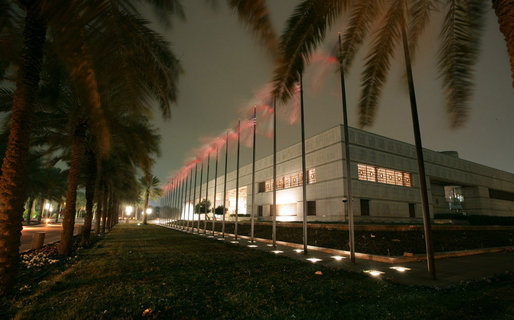
قصر بيان

- قصر بيان: أحد القصور الأميرية في الكويت يقع في منطقة بيان بمحافظة حولي، أفتتح القصر عام 1986 بمناسبة مؤتمر الدول الإسلامية الخامس، وهو المقر الرئيسي للمؤتمرات الدولية التي تشهدها الكويت. كان القصر قديما سكنا صيفيا للشيخ أحمد الجابر الصباح ومتنزها في الربيع وليالي الصيف،[31] إلا أنه حاليا مجدد بالكامل وهو أحد الصروح المعمارية في الكويت، يضم القصر مبنى قاعة المؤتمرات إلى 18 مبنى في 6 مجمعات ومسجد بقبة ذهبية يتسع 1,200 مصلي.[32]
- قصر نايف: قصر أقيم من الطين على صيهد نايف في عام 1920 في عهد الشيخ سالم المبارك الصباح وكان القصر مجاورا لسور الكويت الثالث. أنشئ جزء منه بالاسمنت والطابوق في عام 1950،[33] ثم اتخذ مديرية للأمن العام، وقد تحول القصر اليوم ليصبح مبنى محافظة العاصمة.[34] وفي رمضان يفخ القصر أبوابه من أجل مدفع الإفطار.[35]

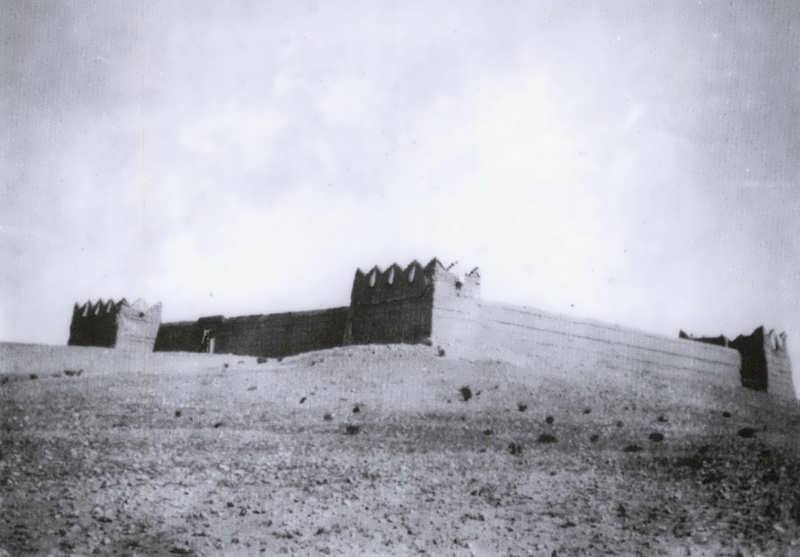
القصر الأحمر

- القصر الأحمر: هو قصر شيده حاكم الكويت الشيخ مبارك الصباح في عام 1896 في جنوب الجهراء، وقد سمي بالأحمر نسبة لجدرانه الحمراء، [36] واكتسب القصر شهرة واسعة ابان هجوم الإخوان على الجهراء في عام 1920.[37] حالياً يقع القصر في محافظة الجهراء بمنطقة القصر.[38] ويتبع للمجلس الوطني للثقافة والفنون حيث تقام فيه المتاحف في بعض المناسبات. أقيم في القصر معرض الأسلحة القديمة في أغسطس 2001، وأقيم حفل للرقصات الشعبية فيه في يونيو 2006، وقد تم عرض عدد من الرقصات الشعبية مثل العرضة والفريسي.[39]
- قصر دسمان: هو قصر بناه حاكم الكويت الثامن الشيخ جابر المبارك الصباح بعام 1904 في مكان رأس عجوزة، وأكمل بناءه الشيخ أحمد الجابر الصباح حاكم الكويت العاشر بعام 1930 وجعله مقر سكنه الرسمي.[40] يعتبر القصر المقر الرسمي لتجمعات أبناء وأحفاد الشيخ أحمد الجابر الصباح على الرغم من إنهم تركوا الإقامة فيه،[41] عدا الشيخ جابر الأحمد الصباح حيث إنه كان يسكن بالقصر حتى وفاته.[40] يعتبر حالياً أحد القصور التاريخية بالكويت كما إنه ما زال محافظاً على البناء القديم الذي بني فيه مع بعض التطورات الطفيفه.و يقع القصر على شارع الخليج العربي بالقرب من أبراج الكويت.[42]

## المتاحف

بيت ديكسون عام 1965.

- متحف الكويت الوطني: هو متحف الكويت الوطني الرئيسي، ويرجع تاريخه إلى عام 1957 عندمافتتحه الشيخ عبد الله الجابر الصباح في قصره بمنطقة الشرق، وقد ضم هذا المتحف بادئ الأمر الآثار الشعبية التي تمثل البيئة الكويتية، وفي سنة 1958 أضيف إليه بعض المكتشفات الأثرية التي تم اكتشافها من قبل البعثة الدنماركية في جزيرة فيلكا بالتعاون مع موظفي المتحف، وكانت معظم هذه الآثار تعود للعصرين البرونزي واليوناني.[43] وخلال عملية بناء المتحف تم نقل محتويات المتحف إلى أحد البيوت القديمة وهو بيت البدر، إلى زن تم افتتاح المتحف الواقع في شارع الخليج العربي رسمياً في 24 فبراير 1983 ليكون ممثلاً أو مصوراً لعادات وتقاليد وتراث أبناء الكويت، بالإضافة إلى أهميته كمؤسسة ثقافية تعكس تاريخ وحضارة هذا البلد.[44]
- المتحف العلمي التربوي: هو متحف العلمي الرئيسي في الكويت،[45] وقد تأسس في عام 6 فبراير 1972،[46] ويهدف المتحف اللذي يقع في منطقة المرقاب بمدينة الكويت إلى تثقيف العامة في ما يختص بأمور العلوم والتاريخ من خلال المعارض الختلفة.[47]

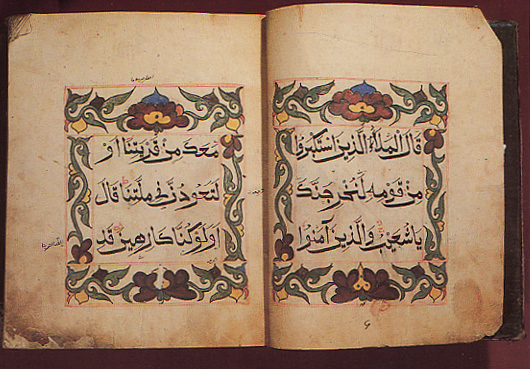
نسخه من القرآن الكريم كتبت بالخط الصيني من القرن 11 هجري. وهي موجودة بمتحف طارق رجب.

- متحف العجيري الفلكي  هو متخف فلكي يقوم بالتعريف بالفلك وعلومه. تم إنشائه تكريمًا للعالم الفلكي الدكتور صالح العجيري لما قدمه من خدمات للكويت. افتتح المتحف رسمياً في 5 أغسطس 2013.[48] يوفر المتحف قاعة عرض سينمائي تعد الأولى في منطقة الخليج وهي القبة الفلكية - باتساع 360 درجة - يعرض فيها مجموعة من الأفلام الوثائقية باللغة العربية والانجليزية حول الرحلات الفضائية وقصة هبوط أول رائد فضاء على سطح الأرض.[49]
- متحف الفن الحديث: هو متحف فن الحديث التابع للمجلس الوطني للثقافة والفنون والآداب في مدينة الكويت بواجهة شارع الخليج العربي. كان يشغل المبنى المدرسة الشرقية التي أنشئت في عام 1939 كمدرسة للبنين،[50] ومع مرور الوقت أهمل المبنى،[51] حتي أتي قرار اليونسكو بحماية والحفاظ على كل المباني القديمة فحول إلى مزار. وفي عام 2001 تم ترميم المبنى وأضيفت إليه أجزاء أخرى فبدأ العمل فيه وفق دراسة إنشائية معمارية شاملة قام بها المجلس الوطني للثقافة والفنون والآداب بهدف التعرف على مدى متانة أساس المبنى وقدرتة على تحمل أعمال الترميم.[52] ويحتوى المتحف على العديد من أعمال الفن الحديث.[53]
- متحف طارق رجب: هو متحف كويتي يقع في منطقة الجابرية تم افتتاحه عام 1980.[54] يضم المتحف مجموعات نادرة من المصاحف ومخطوطات عربية وفخاريات إسلامية وادوات موسيقية واثاث عربي إسلامي قديم.[55] هذا بالإضافة إلى المجوهرات الذهبية منها والفضية والمشغولات المعدنية والمطرزات والازياء العربية القديمة والسيراميك والمنمنمات والدروع وكلها تعود إلى عصر الحضارة الإسلامية،[56] منها نسخة من القرآن الكريم تعتبر الاحيدة من نوعها حيث تعود إلى القرن الرابع الهجري / الحادي عشر ميلادي وقد كتب بالخط الكوفي. وقد سمي المحتف باسم طارق رجب، والذي يعتبر أول كويتي يبتعث لدراسة علم الآثار في العاصمة الإنجليزية لندن.[57]
- بيت ديكسون: هو منزل المقيم السياسي البريطاني في الكويت هارولد ريشتارد ديكسون. يرجع تاريخ إنشاء البيت إلى بدايات القرن التاسع عشر وتعود ملكيته لأحد تجار الكويت المعروفين قديماً وهو النوخذه جاسم بن محمد بن علي العصفور، وفي عام 1929م عيّن الكولونيل ديكسون معتمداً لبريطانيا في الكويت، وإتخذ من هذا البيت مسكناً له.[58] يقع البيت على شارع الخليج العربي بالقرب من وزارة الصحة في منطقة شرق، ما زال البيت منسوب إلى الكولونيل ديكسون حتى هذا اليوم، فبعد وفاته ظلت زوجته (أم سعود) مستأجرة هذا البيت حتى عام 1990. وبعد وفاتها ضم البيت إلى المجلس الوطني للثقافة والفنون والآداب.[59]
- متحف السيارات التاريخية والقديمة والتقليدية: هو متحف متخصص بالسيارات الكلاسيكية يقع في منطقة الشويخ الصناعية،[60] وقد افتتح في 10 أكتوبر من عام 2010.[61] ويهدف المتحف إلى التوثيق والتركيز على تاريخ الكويت والسيارات، وربط الجيل الحالي والأجيال اللاحقة بالماضي بالإضافة إلى ضمان الحفاظ على السيارات المرتبطة بتاريخ الكويت.
- متحف (كي لا ننسى): الذي يشمل قاعات عديدة تحكي تاريخ الكويت بالوثائق والصور والأفلام والتسجيلات والمجسمات،[62] منذ نشأتها وحتى أيامنا هذ مشتملاً على تفاصيل تاريخ الكويت، وأيضا تطرق المتحف للعدوان العراقي في عام 1990.[63]
- متحف بيت المرايا: يعود هذا البيت للفنان التشكيلي خليفة القطان وزوجته الإيطالية ليديا، وبعد رحيله عام 2003 أصبح البيت متحفا يضم آلاف المرايا الملوّنة والجميلة والمصنوعة بأشكال مختلفة على يد الفنان خليفة وزوجته وابنتهما.[64]

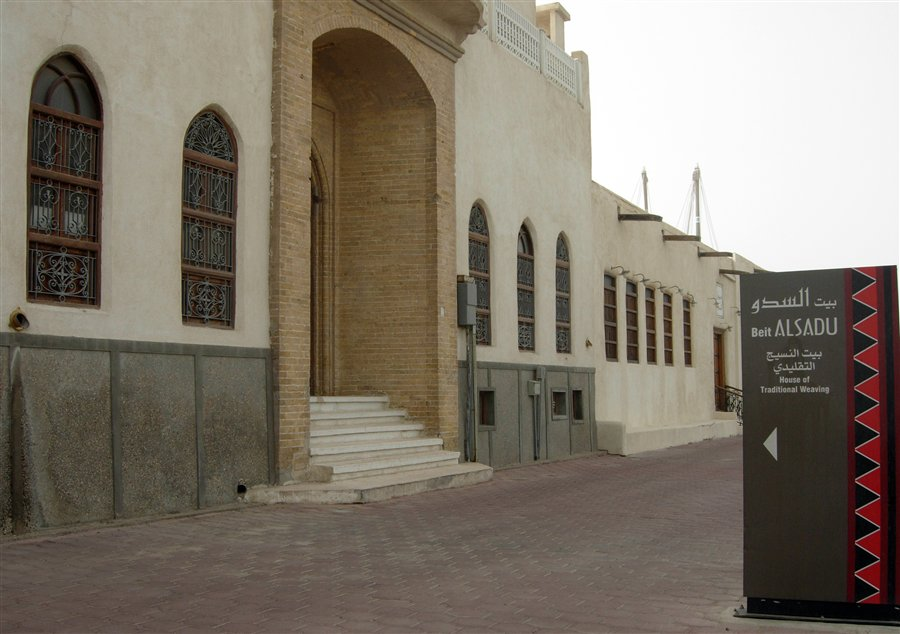
متحف بيت السدو.

## المعارض الفنية
- بيت البدر هو بيت تاريخي كويتي أنشئ عام 1837، ويعتبر حالياً موقع تراثي تحت أشراف المجلس الوطني للثقافة والفنون والآداب. أنشئ بيت البدر عام 1837،[65] وآلت ملكيته لورثة عبد العزيز وعبد المحسن يوسف البدر من كبار تجار الكويت.[66] قامت الحكومة بتثمينه عام 1965 وآلت ملكيته إلى إدارة الآثار والمتاحف عام 1968،[67] واستخدم عام 1976 كمقر مؤقت لمتحف الكويت الوطني. يستخدم بيت البدر حالياً كمقر لإدارة التراث الشعبي الموسيقي، ومن ضمن خطط المجلس الوطني للثقافة والفنون والآداب تحويله إلي متحف للتراث الشعبي الكويتي.
- بيت السدو: هو بيت تراثي كويتي أسس عام 1979 ليحافظ على صناعة السدو التقليدية والتي تشمل نسيج وحياكة الصوف وصناعة الخيام وبيوت الشعر. بني البيت من الطين في عام 1936،[68] لكن الفيضانات تسببت في تدمير جزء منه، فتم هدمه وبناءه من جديد ليصبح أول بيت مبني من الأسمنت المسلح في الكويت.[69] وفي عام 1938 بيع البيت إلى شيرين بهبهاني الذي أدخل بعض التعديلات على البيت. وفي ستينات من القرن العشرين أصبح البيت ضمن البيوت التي استملكتها الحكومة الكويتية للحفاظ على بعض المباني القديمة. وفي عام 1979 أسس بيت السدو ليحافظ على صناعة السدو التقليدية.[70] ويقع بالقرب من متحف الكويت الوطني.[71][72]
- بيت العثمان: هو بيت تراثي تم بنائه في أواخر الأربعينيات بمنطقة حولي،[73] كان في السابق ملكاً لعبد الله العثمان. وهو الآن متحف تراثي يختصر التراث الكويتي فهو يتضمن أقساماً عدة منها: القاعة التراثية، متحف الدراما، السوق الكويتي، البيت الكويتي القديم والمتحف البحري.[74]

## أبراج
- أبراج الكويت : هي ثلاثة أبراج على ساحل الخليج العربي في مدينة الكويت في منطقة تسمى رأس عجوزة، وتم افتتاحها رسميا في 1 مارس من عام 1979،[75] ويصل ارتفاع البرج الرئيسي إلى 187 مترا.. تعتبر من أبرز معالم الكويت وهي تمثل من رموز النهضة المعاصرة ودليل تقدمها وارتقائها. في عام 1980 فازت الأبراج بجائزة أغاخان للعمارة الإسلامية.[76] وتمنح رؤية بانورامية شاملة لمدينة الكويت.
- برج الحمراء : بمنطقة الشرق وهو مجمع راق يبلغ ارتفاع برج الحمراء نحو 414 مترا. وهو بذلك يعد أطول ناطحة سحاب في الكويت وفي المرتبة 15 على مستوى العالم. حصل البرج على عدد من الجوائر حتى قبل اكتمال المشروع، منها جائزتا أفضل مشروع ناطحة سحاب وأفضل مشروع تحت الإنشاء لعام 2008، وذلك في مسابقه «MIPIM»، وكذلك جائزة أفضل تصميم من «American architecture awards» في عام 2008.

افتتاح مرصد العجيري عام 1986 بحضور أمير الكويت الشيخ جابر الأحمد الجابر الصباح (الثاني من اليمين مرتدي البشت) وبجانبه الأيمن العجيري وبجانبه الأيسر ولي العهد الشيخ سعد العبد الله السالم الصباح ومن خلفهم وزير الداخلية الشيخ نواف الأحمد الجابر الصباح.

- برج التجارية: هو برج تجاري منطقة شرق في مدينة الكويت، يتميز البرج بالتفاف بمقدار درجتان مئويتان بين الطابق والآخر. ويتكون البرج من ستة مجموعات تشكل فيه كل ستة طوابق في البرج وحدة واحدة. كل وحدة منفصلة تماما عن الوحدات الأخرى وتضم أماكن الجلوس والخدمات الخاصة بها.[77][78]

## مراكز تقنية
- المركز العلمي : هو مبنى ضخم تم بنائه على الواجهة المائية، وتعكس تصميمات المركز الثقافة والفن الإسلامي، يحتوي المركز العلمي على ثلاثة أقسام هي (الأكواريوم) ضخم وقاعة الاستكشافات وقاعة سينما (آيماكس) للأفلام الوثائقية. وهو الأول في الشرق الأوسط الذي يحتوي على هذه المرافق الثلاث. بالإضافة إلى متحف يمثل صناعة السفن التي سبق استخدامها في التجارة وتقل البضائع.[79]
- مرصد العجيري : هو مركز فلكي قام بإنشاءه الدكتور صالح العجيري على نفقته الخاصة،[80][81] فجاء في خاطره البدء في تنفيذ هذا المركز الفلكي ليكون مركزاً علمياً كبيراً في الكويت، لم تتوفر الإمكانيات اللازمة لذلك المركز الذي ظل حلماً يراوده منذ أكثر من أربعين عاماً.[82] لكن اجتماع النادي العلمي الكويتي في عام 1981 قد أقر إنشاء المرصد يحمل اسم الدكتور صالح العجيري، وقد قام الشيخ جابر الأحمد الصباح بافتتاح المرصد رسميا عام 1986م.[83]

## مراكز تجارية

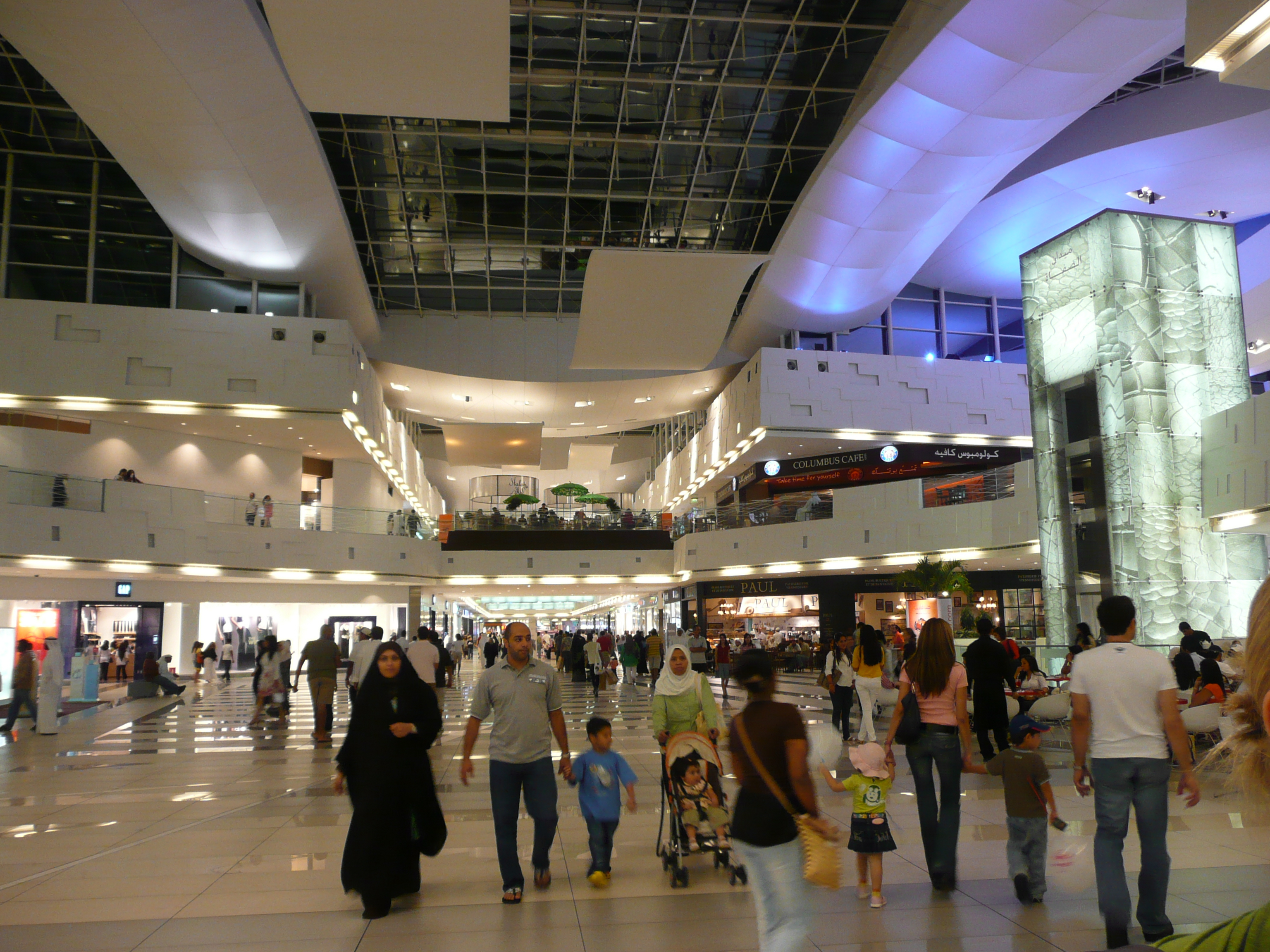
مجمع الأفنيوز من الداخل

- سوق المباركية: هو سوق تراثي يقع في منطقة القبلة، وسمي نسبة إلى الشيخ مبارك الصباح، ويتميز السوق بتصميمه الذي يشبه الأسواق القديمة.
- مجمع الأفنيوز: أكبر مجمع ومركز تسوق تجاري في الكويت.[84] يقع المجمع في منطقة الري الصناعية على امتداد طريق الدائري الخامس من جهة الجنوب وطريق الغزالي السريع من الشرق. في عام 2013 فاز بالجائزة الذهبية لـ «أفضل مركز تسوق 2013» في منطقة الشرق الأوسط وشمال أفريقيا.[85] افتتح الأفنيوز في أبريل 2007 تحت رعاية صاحب السمو أمير البلاد الشيخ صباح الأحمد الجابر الصباح.[84] ويضم المشروع مجمع تجاري ضخم،[86] فندق أربعة نجوم وجفندق خمسة نجوم، قاعة مؤتمرات، مكاتب، مسرح وسينما . وتبلغ إيراداته السنوية 30 مليون دينار أي 100 مليون دولار
- مجمع 360 هو مجمع تجاري حديث يشتق اسمه من التصميم الدائري للمجمع، افتتح في عام 2009 ويمتاز تصمصميه بتأثره بالهندسة المعمارية في الشرق الأوسط، حيث يضم تماثيل زجاج منفوخة من تصميم كيلي دايل، جنبا إلى جنب مع حديقة للطاقة الشمسية بوجود 21,000 نبته تنمو بشكل عمودي تهدف للمساعدة في تحسين نوعية الهواء.[87] مما ساعده في الحصول على جائزة أفضل مركز تسوق في العالم عام 2011, خلال الحفل السنوي لمجلة RLI البريطانية.[88] ويقع المجمع في منطقة الزهراء الواقعة على الدائري السادس.[89]
- سوق شرق: هو مجمع تجاري ضخم يقع في منطقة الشرق، ومن هنا جاءت تسمية المجمع التجاري. افتتح السوق الشيخ جابر الأحمد الصباح في 30 سبتمبر 1998،[90] ويضم المشروع 70 محل و20 مطعم للوجبات السريعة وثلاثة دور عرض للسينما، ويتحوي على رصيف مائي يسع 365 مرسى.[91]

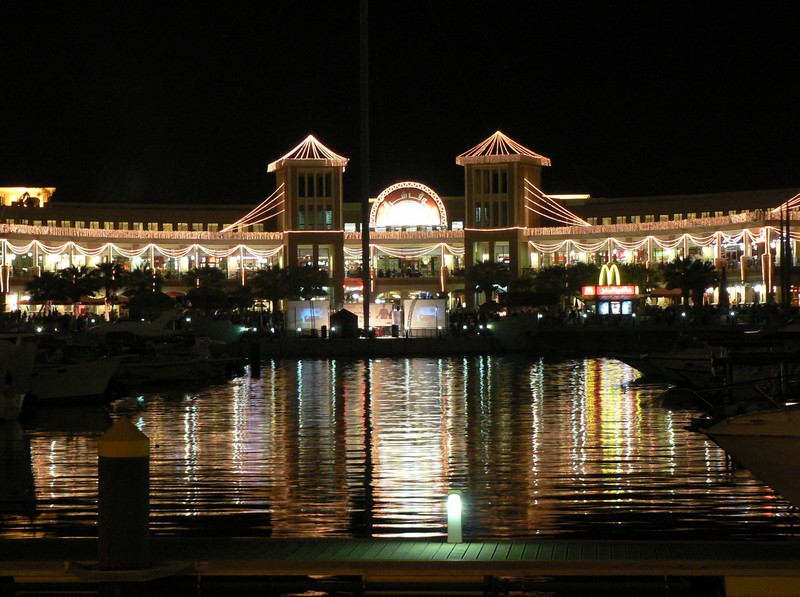
منظر لسوق شرق من جهة شارع الخليج العربي مساءً

- المارينا مول: هو مجمع تجاري ضخم من المعالم البارزة في بدولة الكويت يقع على ضفاف الخليج العربي في منطقة السالمية، يضم المشروع مجمع تجاري، فندق، إذاعة، جسر معلق للمشاة ومرسى سفن.[92] يمتاز التصميم المعماري للمشروع بحداثة طرازه وتناسقه الفائق الجمال، من بعض تلك اللمسات المعمارية الخلابة في المشروع مثل قبة زجاجية ضخمة: تتوسط المجمع التجاري وتحاذيها مظلة معلقة في سقف القبة تتحرك حسب حركة الشمس لتخفف من حدة الضوء. جسر زجاجي معلق للمشاة: تم تشييده فوق شارع الخليج العربي ليربط بين المجمع التجاري مارينا مول والجزء المطل على البحر من المشروع مارينا كريسنت، ويعتبر أول جسر معلق للمشاة في مجمع تجاري في الكويت. نافورة مائية: تقع في وسط المجمع التجاري، تمتاز بتصميمها الزجاجي الغريب. كما تم توزيع عدد كبير من النخيل بشكل متفرق في أنحاء المجمع التجاري، مما اضفى على المكان طابع مميز خاص به.[93]
- سوق الكوت: هو مجمع تجاري ضخم يقع في جنوب غرب الفحيحيل تم افتتاحه في 10 فبراير 2005،[94] ويتميز المجمع بتصميم متميز مأخوذ من فن العمارة الإسلامية العريق، ضمن مشروع مدينة الفحيحيل الذي يضم مجمعين تجاريين هما (الكوت والمنشر)، فندق روتانا المنشر، مرسى قوارب، واجهة بحرية ونوافير مائية ضخمة.[95]

## المنتزهات والمنتجعات
- منتزه فيلكا السياحي: هو منتجع يقع في جزيرة فيلكا، وقد افتتح المنتجع في 16 مارس 1982، يتكون من 472 شاليه شيدت وفق الطرازين العربي والأوروبي.[96]
- منتجع صحارى: هو منتجع يقع بالقرب من نادي الصيد والفروسية علي الدائري السادس، ويشمل على ملعب غولف، ملاعب لرياضة السكواش والتنس، ومضمار للفروسية، وبعض الشاليهات الخاصة.[97]
- منتزه المروج: وهو منتزه ترفيهي تابع لمنتج صحارى للغولف،[98] حيث يتمون سلسلة مطاعم على مساحة 10 آلاف متر مربع.[99]
- منتزه الخيران: وهو منتزه ترفيهي تابع لشركة المشروعات السياحية،[100] تم افتتاحه في 23 فبراير 1987، ويقع جنوب شرق مدينة الكويت ويبعد عنها حوالي 110 كم.[101]

شعار مهرجان هلا فبراير.

## أماكن ترفيهية
- الجزيرة الخضراء: هي جزيرة اصطناعية أسست من قِبَل شركة المشروعات السياحية قرب أبراج الكويت على مساحة بحرية بلغت 785 ألف مترًا مربعًا، وهي الجزيرة الصناعية الأولى في الخليج. وتضم برجًا سياحيًا، وقلعة ترويجية للأطفال مجهزة بخنادق وشلالات مائية صغيرة، وملف حلزوني على شكل تل دائري صغير يخترقه طريق لولبي، بالإضافة إلى مطاعم ومراكز خدمات أخرى على شكل مدرج روماني.[102]
- المدينة المائية: وهي أول مدينة مائية تم تأسيسها في منطقة الخليج العربي، وتم افتتاحها في عام 1995، بواسطة شركة المشروعات السياحية،[103] حيث تقع على شارع الخليج العربي بالقرب من أبراج الكويت.
- مدينة الكويت الترفيهية: هي مدينة ترفيهية تقع بمنطقة الدوحة، التابعة لمحافظة العاصمة، وهي إحدى مشاريع شركة المشروعات السياحية وقد تم افتتاحها في 12 مارس 1984م. وتبلغ مساحة المدينة مليون متر مربع، مما يجعلها من أهم المدن الترفيهية في الشرق الأوسط.[104]

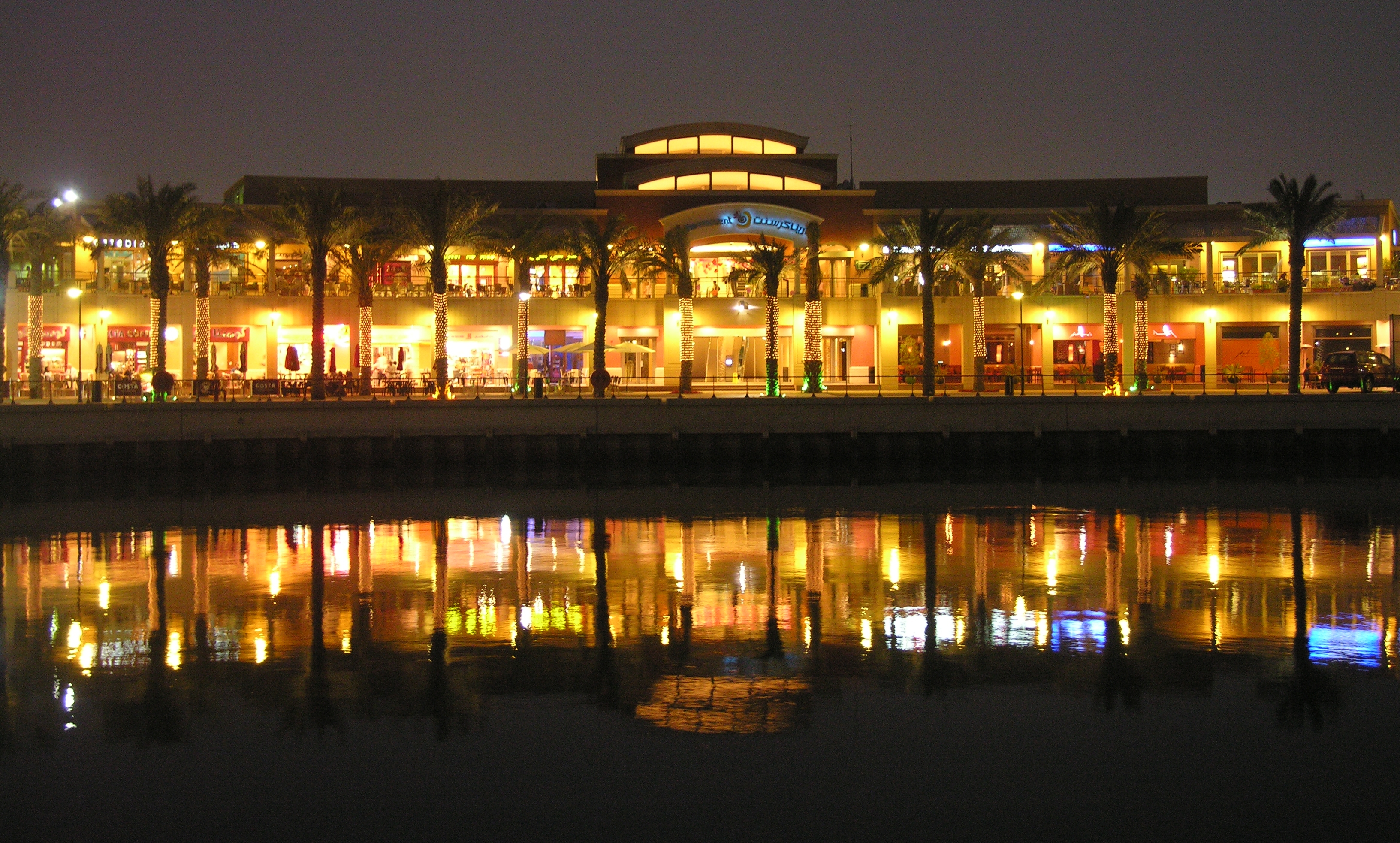
منظر لمارينا كريسنت مساءً

- حديقة الحيوان: وتقع بمنطقة العُمرية،[105] وكانت بدايتها على يد الشيخ جابر العبد الله الجابر الصباح في عام 1954 عندما أنشئها وأطلق عليها اسم حديقة سلوى بمنطقة أنجفة، وكانت آنذاك ثاني حديقة حيوان في الشرق الأوسط بعد حديقة الحيوان بالقاهرة،[106] وفي منتصف الستينيّات بدأت الدولة إنشاء حديقة الحيوان الحكومية بمنطقة العُمرية ونظراً لزيادة المد السكاني في منطقة سلوى، أهدى الشيخ جابر العبد الله الجابر الصباح حديقة الحيوان الحكوميّه أنواعاً مختلفه من الحيوانات لتكون نواة لإنشاء الحديقة.[107]
- صالة تزلج: تعتبر الأولى من نوعها في منطقة الخليج العربي والشرق الأوسط.[108] بدأ العمل بإنشائها من قبل شركة مقاولات فرنسية عام 1978، وافتتحت في 16 مارس 1980.[109]
- يوم البحار: مدينة تراثية تقع على شارع الخليج العربي أمام مجلس الأمة،[110] حيث تعكس حياة الكويت القديمة بأٍسواقها ومقاهيها ومطاعمها الشعبية، وتعكس تراثها البحري القديم بتواجد الكثير من سفن الغوص والسفر.[111]

## أماكن بحرية
- مارينا كريسنت: هو الجزء المحاذي للخليج العربي، من مجمع مارينا مول، ويطل على منظر جميل لفندق ومرسى المارينا. وقد تم افتتاحه ضمن المرحلة الثانية للمشروع. وهو عبارة عن مبنى تم بناءه بطول 3,300 متر [93] وهو مخصص للمطاعم والمقاهي العالمية والمحلية.
- النافورة الموسيقية: هي حديقة افتتحت في مارس 1983، وتحتوي على 220 نافورة موزعة على ثلاثة أحواض متدرجة. وتعتبر النافورة الموسيقية هي الرابعة من نوعها في العالم من حيث الضخامة.[112] وتقع النافورة الموسيقية ضمن منطقة الحزام الأخضر في المرقاب بمدينة الكويت.[113]
- شاطئ المسيلة: يعتبر شاطئ المسيلة من أكبر وأجمل شواطئ الكويت،[114] ويمتد على ساحل المسيلة على مسافة 350 مترًا عند نهاية طريق الفحيحيل السريع.[115]
- الواجهة البحرية: هو مشروع سياحي كبير يمتد من منطقة الشويخ حتى رأس الأرض في منطقة السالمية بطول 21 كيلو متراً.[116]

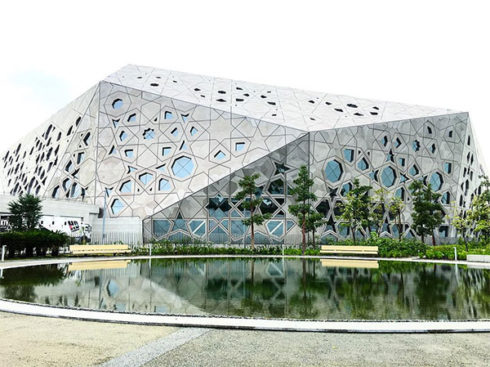
مركز الشيخ جابر الأحمد الثقافي.

## أماكن ثقافية

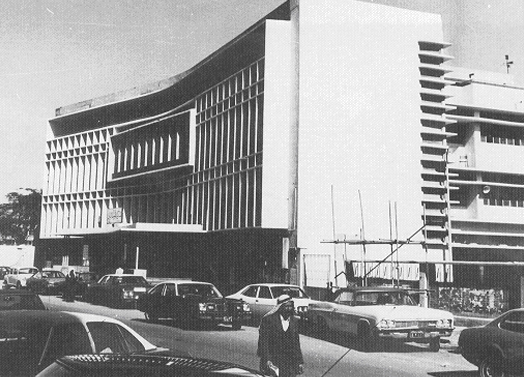
المبنى الجديد للمدرسة المباركية والذي أصبح لاحقاً مقر مكتبة الكويت الوطنية

- مركز الشيخ عبد الله السالم الثقافي: هو أحد أكبر مناطق العرض المتحفي في الوطن العربي والعالم. افتتحه أمير دولة الكويت، الشيخ صباح الأحمد الجابر الصباح في 5 فبراير 2018.[117] وصمّم المركز لكي يكون متكاملّا من جميع الجوانب، تلبية للباحثين والمهتمين بمختلف الشؤون الثقافية والفنية وليعكس الوجه الحضاري للكويت[118][119] يقع المتحف في منطقة الشعب بمحافظة حولي في الكويت. ويحمل اسم الشيخ عبد الله السالم الصباح (أبو الاستقلال والدستور) في الكويت[120] يحتوي المركز على ستة متاحف منها، متحف للتاريخ الطبيعي وعلوم الفضاء والعلوم الإسلامية العربية وآخر للعلوم.
- مكتبة الكويت الوطنية: هي مكتبة تأسست في 1923 بجهد عدد من أدباء الكويت، وكان اسمها في السابق المكتبة الأهلية والتي تلقت مجموعات من مكتبة الجمعية الخيرية الكويتية التي أنشئت في 1913.[121] تقع المكتبة الحالية في شارع الخليج العربي.[122]
- المكتبة الوطنية العامة: وهي مكتبة انشئت بمرسوم أميري في عام 1994،[123] في عهد الشيخ جابر الأحمد الصباح انطلاقا من توجه الدولة للمحافظة على ذاكرة الامة، من خلال توثيق التراث الوطني والثقافي الكويتي بجميع اشكاله،[124] وجميع الأعمال الادبية والوثائق المتعلقة بالكويت وشبه الجزيرة العربية والحضارة العربية والإسلامية.[125] وتتخذ من مبنى مدرسة المباركية مقراً لها.[126]
- مكتبة البابطين المركزية للشعر العربي: هي أول مكتبة في العالم تختص بالشعر العربي. ويعود الفضل لإنشاء هذه المكتبة إلى صاحبها الشاعر عبد العزيز البابطين وذلك من منطلق رغبتة في اثراء والمحافظة على الشعر العربي. واستغرق أنشاء المكتبة 4 سنوات حيث تم وضع حجر الأساس عام 2002 وتم الأفتتاح عام 2006.[127] وتقع المكتبة في قلب مدينة الكويت، حيث تطل المكتبة من موقعها المتميز بجانب المسجد الكبير على الخليج العربي. وصممت المكتبة على شكل كتاب مفتوح لتعبر عن هوية المكان.
- مركز الشيخ جابر الأحمد الثقافي هو معلم معماري وثقافي كويتي بارز، ويقع في قلب مدينة الكويت، بجوار قصر السلام بين شارعي الخليج العربي وجمال عبدالناصر. ويتكون المبنى الذي استغرق تصميمه وإنجازه 22 شهرا،[128] على مجموعة من الأشكال الهندسية المركبة والمستوحاة من العمارة الإسلامية، حيث تتواجد 4 مباني ضخمة مبعثرة على شكل الجواهر المبعثرة.[129][130] ويضم المبنى 3 مسارح و3 قاعات للحفلات الموسيقية والمؤتمرات والمعارض ومركزا للوثائق التاريخية.[131] وشُيد على مساحة تقدر بـ214 ألف متر مربع، وبتكلفة قدرت بنحو 235 دينار كويتي، أي ما يقارب 775 مليون دولار أمريكي.[132]
- مركز المستشفى الأمريكاني وهو مبنى يقع بالقرب من مجلس الأمة على شارع الخليج العربي، وقد شيد في مطلع استقلال دولة الكويت كمستشفى أمريكي، وهو الآن معلم ثقافي يحتوي على مسرح ومتحف لمجوعة صباح الأثرية، ويشغل المسرح عروض ومحاضرات مستمرة على مدار السنة.[133]
- مركز اليرموك الثقافي وهو أيضا مركز ثقافي يحتوي على صالات للمحاضرات ومسرح للعروض الموسيقية والندوات، يقع في منطقة اليرموك السكنية.[134]
- القرية التراثية: وهي قرية تقع في جزيرة فيلكا، وتوحي بعبق التاريخ، حيث تظهر مساكن الكويت القديمة. كما يوجد بها متحف للشيخ عبد الله السالم الصباح في قصره بالجزيرة.[135]

## مهرجانات
- معرض الكويت الدولي: هو أكبر مركز للمعارض في دولة الكويت، تأسس عام 1971 برأس مال مدفوع يتجاوز 10 مليون دولار أمريكي، ويقع في منطقة مشرف.[136] ويتكون من 6 قاعات كبيرة مغظاه ومكيفة، وتلك مساحة تلك القاعات أكثر من 7,000 متر مربع، يستضيف معرض الكويت الدولي أكثر من 45 حدث سنوي.[137]

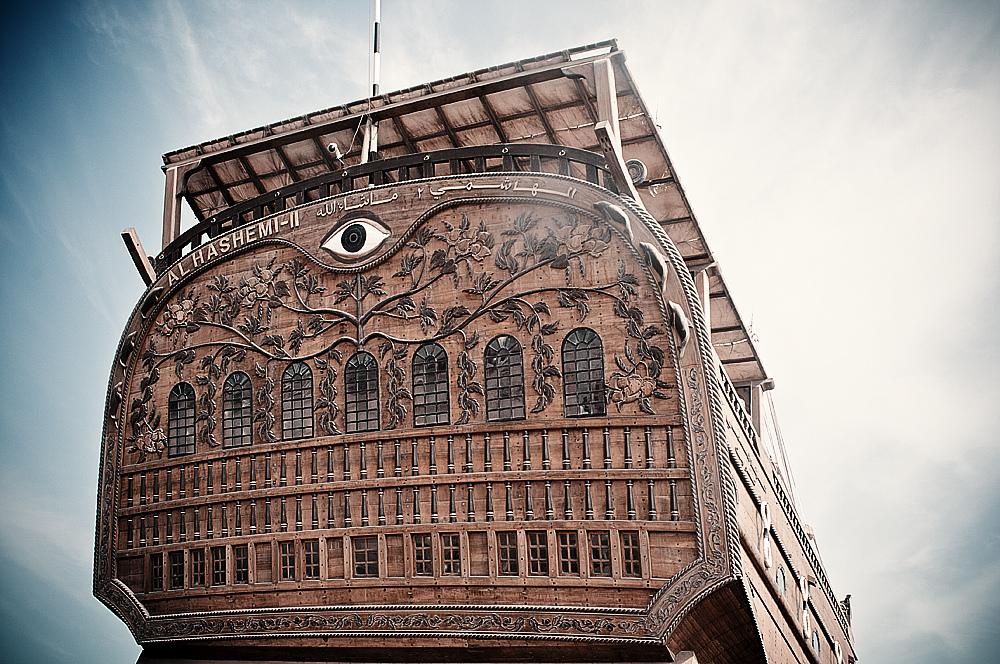
الهاشمي 2 أكبر سفينة داو خشبية في العالم

- مهرجان القرين الثقافي هو مهرجان ثقافي، اجتماعي . اقيم لأول مرة في دولة الكويت في عام 1994،[138][139][140] بناء على رغبة الشيخ جابر الأحمد الصباح بهدف بحث سبل النهوض بالحركة الفنية والثقافية على أرض الكويت. لتشمل قطاعات الفن والمسرح والفنون التشكيلية والثقافة بشكل عام.[141] حيث يشمل المهرجان توزيع جوائز للمبدعين في عالم الثقافة.[142] وسمي المهرجان بمهرجان القرين لأسباب تاريخية. فالقرين في الأصل هي أحد أسماء الكويت القديمة، وأيضا تكرميا لأبطال لملحمة القرين التي جسدت المقاومة الشعبية ضد بعض الغزاة على دولة الكويت.[143]
- هلا فبراير: هو أحد أبرز مهرجانات الكويت التي تقام سنوياً في شهر فبراير، وانطلق المهرجان لأول مرة في عام 1999 بالفترة ما بين 3 فبراير وحتى 24 فبراير.[144] ويقوم بدعمه القطاع الخاص وبعض المؤسسات من خلال تمويله ورعايته. يتضمن المهرجان حفل افتتاحي عبارة عن كرنفال استعراضي (يتم في العادة على امتداد شارع سالم المبارك في منطقة السالمية). مع وجود العديد من الأنشطة والفعاليات المقامة بالمهرجان الحفلات الغنائية، والتي تعتبر من كبرى الحفلات الغنائية في الوطن العربي. بالإضافة إلى الأمسيات الشعرية وبعض الأنشطة الترفيهية والرياضية الأخرى.[145]

## أخرى
- الهاشمي 2: هي سفينة خشبية كويتية من نوع البغلة، وتشتهر بكونها أحد أكبر السفن الخشبية في العالم حالياً،[146] حيث يبلغ طولها 80.4 متراً وعرضها 18.7 متراً، وبحموله تقدر ب 2,500 طن.[147] بدأ التخطيط لمشروع بناء سفينة الهاشمي 2 عام 1985 إلا لم تبدأ أعمال البناء إلا في عام 1997،[148] واكتمل البناء في الأول من يناير عام 2000. كلف صناعت السفينة ما يقارب 30 مليون دولار في نهاية عام 2001. وتستخدم السفينة كصالة للمناسبات ومطعم ولم تصنع للإبحار.[149] ودخلت السفينة موسوعة غينيس للأرقام القياسية كأكبر سفينة داو عربية في العالم.[150]